# Haeterius minimus
Haeterius minimus är en skalbaggsart som beskrevs av Henry Clinton Fall 1907. Haeterius minimus ingår i släktet Haeterius och familjen stumpbaggar. Inga underarter finns listade i Catalogue of Life.